# Ribeira Quente

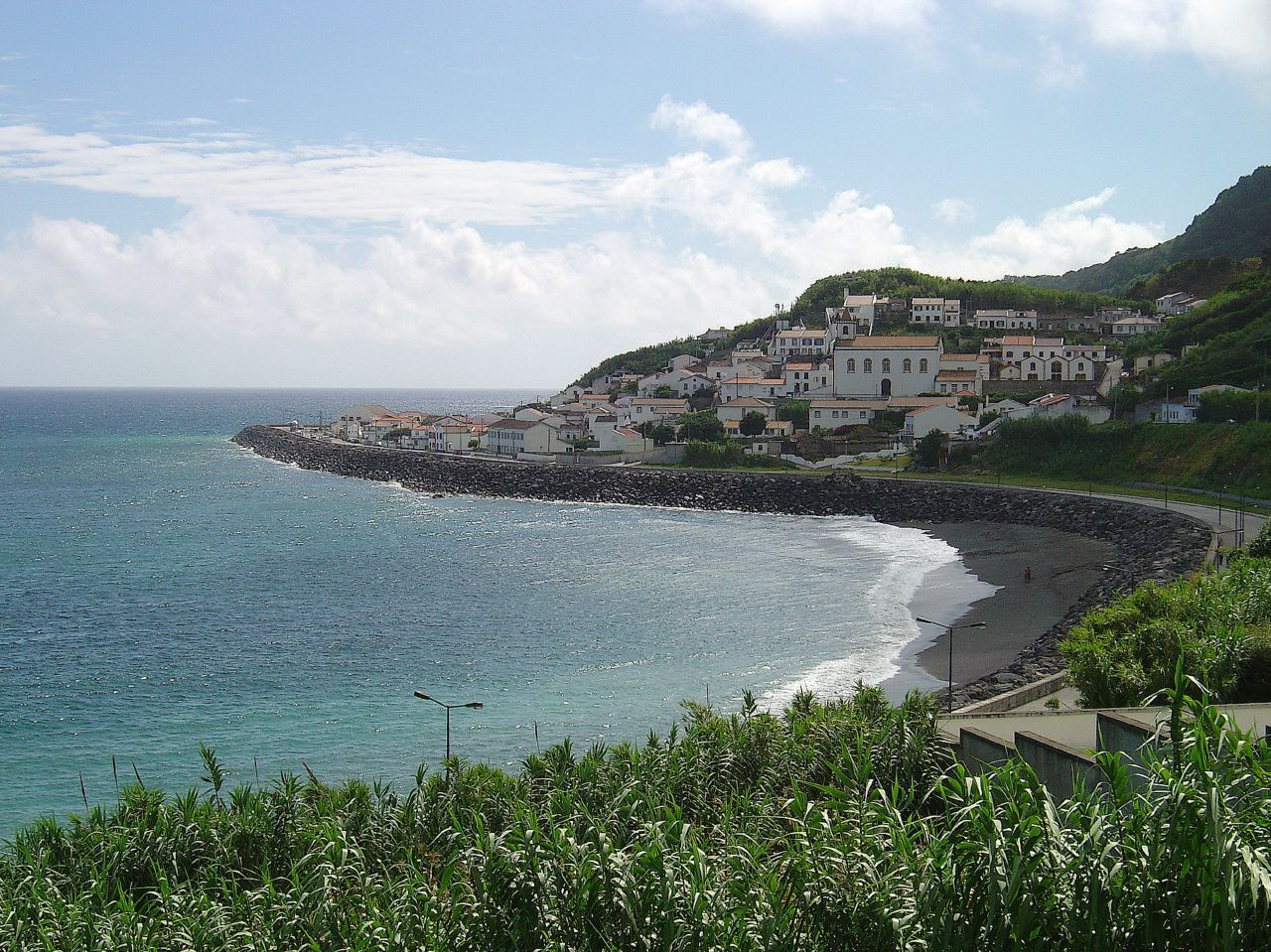
Vista general de la freguesia.

Ribeira Quente es una freguesia portuguesa perteneciente al municipio de Povoação, situado en la isla de San Miguel, Región Autónoma de Azores. 

## Demografía
La población total es de 798 habitantes (2001) y la densidad poblacional asciende a 80,8 hab/km².

## Geografía
Posee un área de 9,88 km²  y se encuentra a una latitud de 37°44' N y una longitud 25°18' O. La freguesia tiene una altitud de  1 m s. n. m. La existencia de manantiales hidrotermales submarinos hace que el agua del mar sea cálida.
- Datos: Q2452091
- Multimedia: Ribeira Quente (Povoação) / Q2452091

1. ↑  Worldpostalcodes.org,código postal n.º 9675-174.